# Michel Jeannès
Pour les articles homonymes, voir Jeannès.
 (mai 2018).
Si vous disposez d'ouvrages ou d'articles de référence ou si vous connaissez des sites web de qualité traitant du thème abordé ici, merci de compléter l'article en donnant les références utiles à sa vérifiabilité et en les liant à la section « Notes et références ».
Michel Jeannès, né en 1958, est un artiste contemporain français.

## Biographie

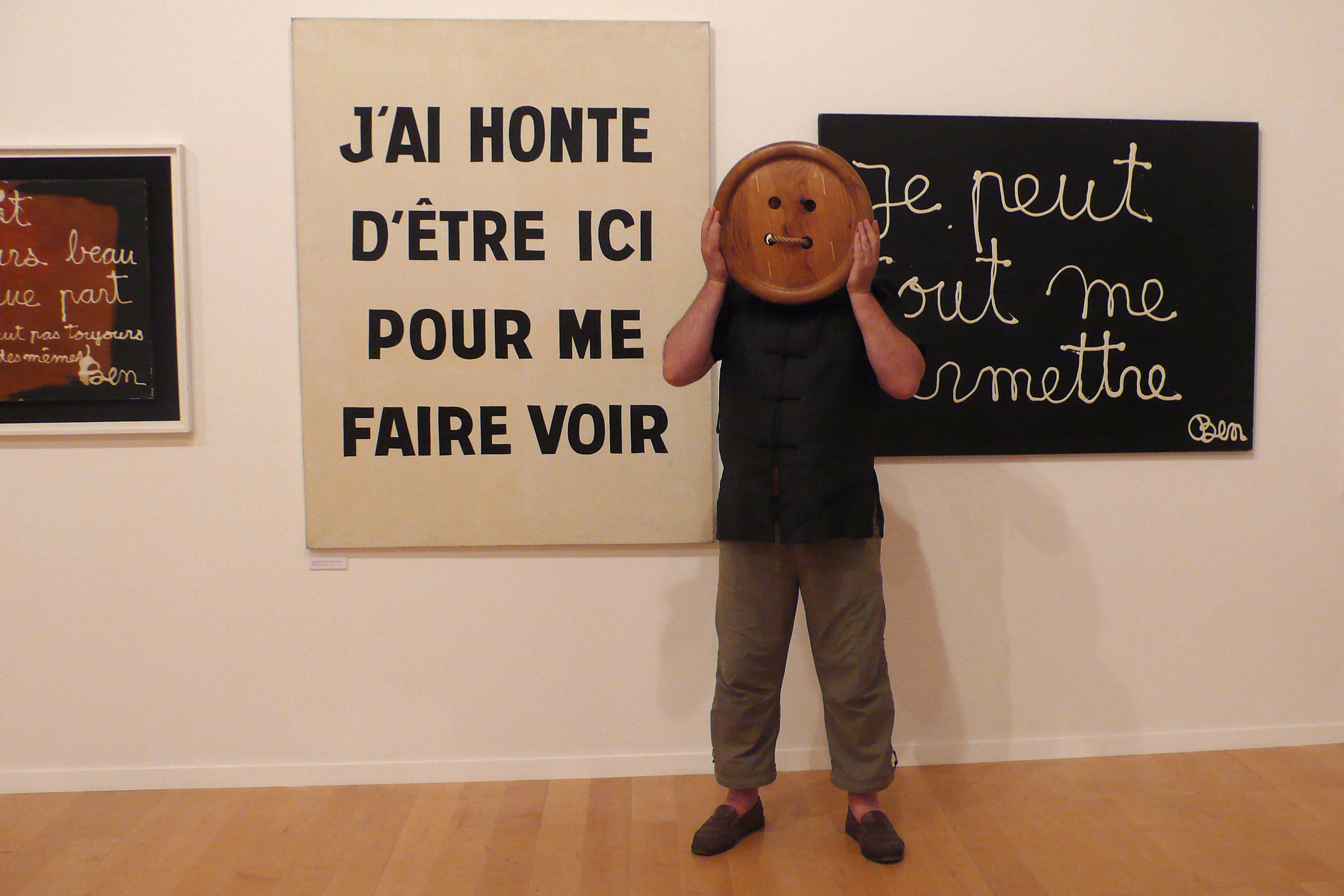
Les pérégrinations artistiques de Monsieur Bouton, Exposition Ben Vautier, Musée d'art contemporain de Lyon 2010

Étudiant en psychologie à l’Université Lyon2 à la fin des années 1980, il entre en contact avec l’art grâce à l’enseignement d’Annick Drevet Tvermoes, maître de conférences, qui développe une approche originale et stimulante du rêve, de l’art et de l’imaginaire.
Il s’intéresse tôt à l’art brut et aux approches psychanalytiques de l’art et de la création. Au cours d’un stage de licence, il rencontre l’artiste Henri Ughetto qui anime alors un atelier de peinture  à l’hôpital psychiatrique  (hôpital psychiatrique du Vinatier). Cette rencontre  va très certainement conditionner l’envie de s’engager dans une pratique artistique. 
Après la maîtrise, il suit pendant deux ans la formation du DEA sous la direction du Professeur Jean Guillaumin. Bien que passionné par la recherche, il ne valide pas le diplôme, estimant alors les expérimentations artistiques comme une nécessité. Il fréquente l’atelier Alma, rue Burdeau à Lyon monté dès 1975 par un collectif d’artistes : C. Crozat, L. Clément, S. Maurice, E. Ponce où il s’initie à la gravure et s’installe en Haute-Loire jusqu’en 1990.
De 1991 à 1994, il reprend une formation en psychologie en Argentine à la Fundacion Interfas de Buenos-Aires et s’initie auprès de Dora Fried Schnitman, épistémologue et thérapeute de famille et Saul Fuks, psychologue communautaire à la pensée et aux pratiques systémiques développées dans le champ de la thérapie familiale ou du développement communautaire.
À l’université Lyon2, il complète sa formation Argentine dans le cadre d’un D.U. « Communication, modèles et systèmes », mis en œuvre et animé par Luis Vasquez, psychologue et thérapeute de famille, pionnier de la diffusion de la pensée systémique en France.
Sa pratique artistique « in tissu » est sous-tendue par ce parcours, à la fois intellectuel et d’action. Elle s’inscrit dans le champ défini par les critiques comme « art contextuel » (Paul Ardenne) et « esthétique relationnelle » (Nicolas Bourriaud)[source secondaire souhaitée].
Depuis la fin des années 1990, il développe une « Zone d’Intention Poétique (Z.I.P.) »  vectorisée  par la participation sociale et utilise comme objet médiateur facilitateur des rencontres, et de la transmission, un objet modeste connu de tout un chacun : le bouton. Il consacre comme « Plus Petit Objet Culturel Commun » (PPOCC) cet objet fonctionnel  et métaphore du lien (un bouton rapproche les pans du vêtement).
En 2020, la validation par l’ICANN de l’extension de nom de domaine .art offre l’opportunité d’une réinscription symbolique des Journées du Matrimoine dans le champ artistique. 
De 1998 à 2012, avec le collectif La Mercerie, dont il est cofondateur, il ancre et développe essentiellement son œuvre en lien avec les acteurs sociaux et culturels et les habitants du quartier de la Duchère à Lyon[source secondaire souhaitée].

## Expositions et interventions

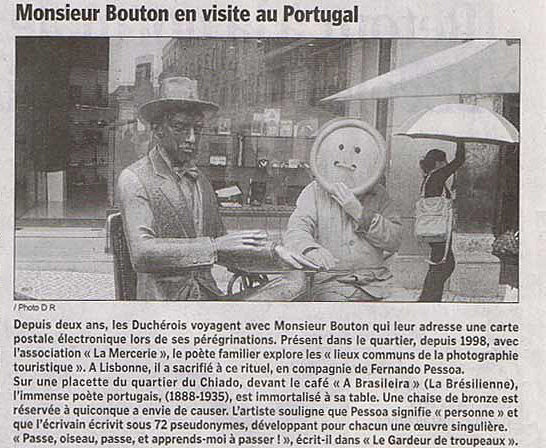
Monsieur Bouton en visite au Portugal en compagnie de Fernando Pessoa

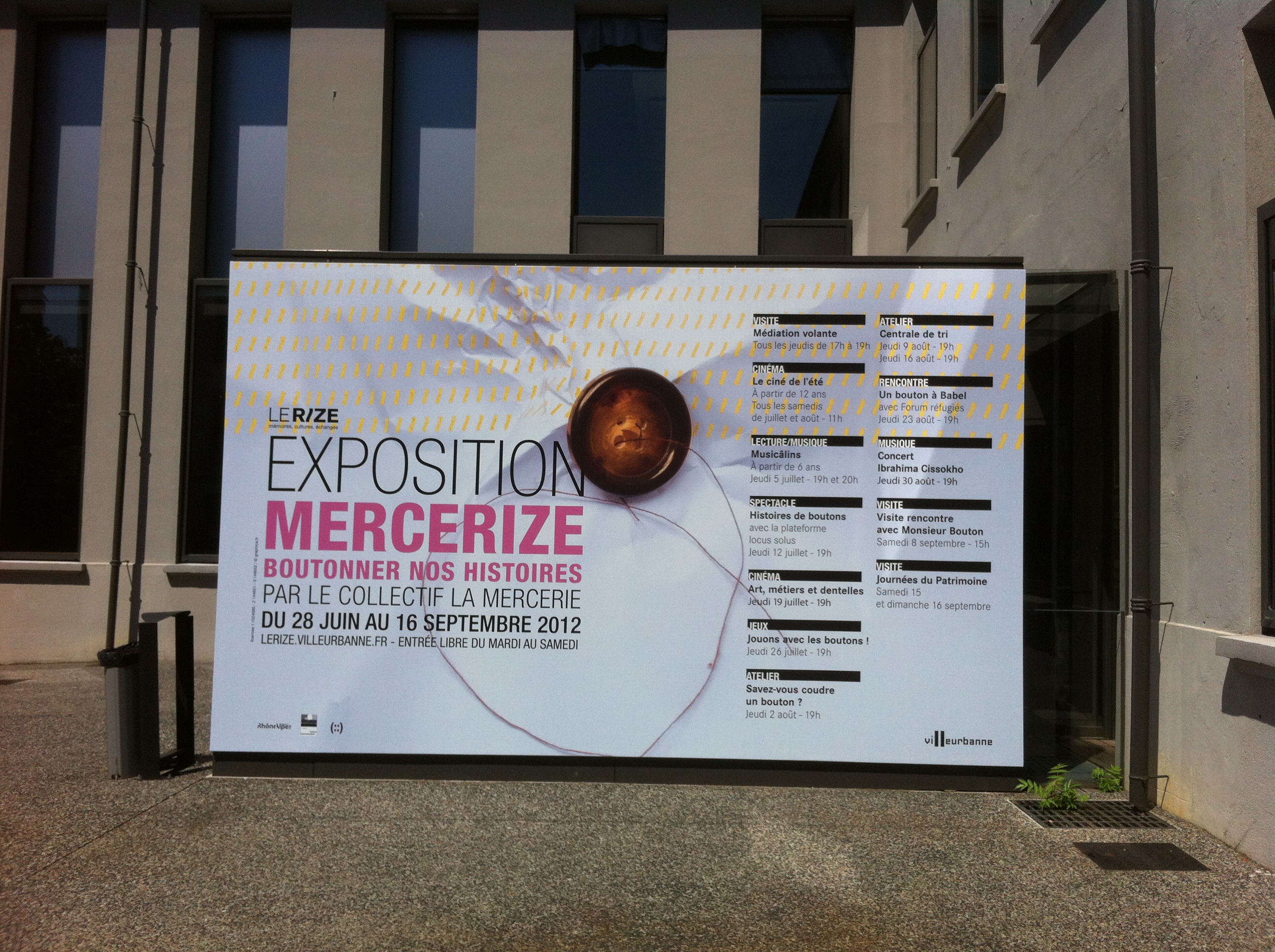
Exposition Mercerize : Boutonner vos histoires par le collectif La Mercerie du 28 juin au 16 septembre 2012

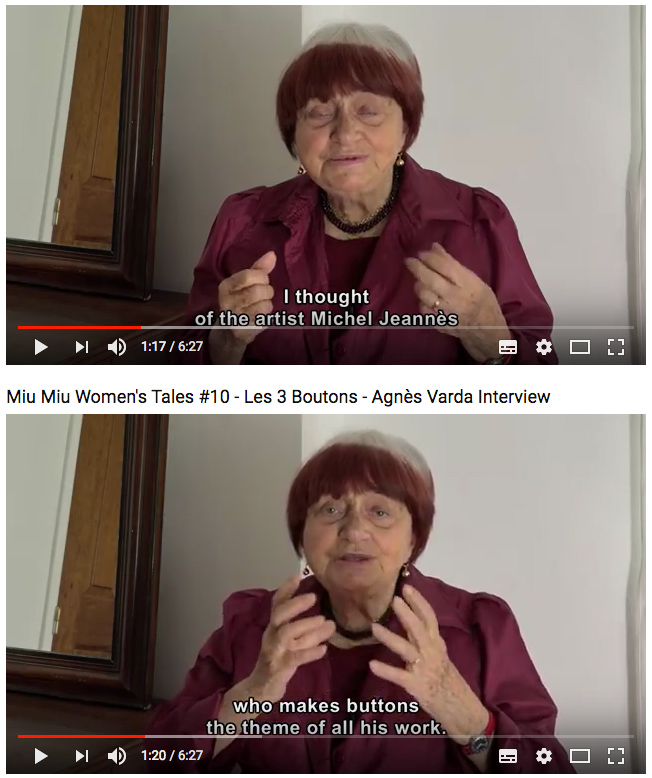
capture d'écran : Agnès Varda évoque l'artiste michel Jeannès, alias Monsieur Bouton, qui apparaît dans trois de ses films

- 2005 : IIe Biennale internationale d'art contemporain de Melle 2005
- 2007-2008 : Les Journées du Matrimoine, au Musée dauphinois de Grenoble.
- 2012 : MerceRize, Le Rize, centre mémoires et société de Villeurbanne

Il participe à des expositions telles que l’exposition Ensemble à la galerie Defacto montée par l’historien d’art et commissaire artistique Paul Ardenne.
Entretenant une relation de longue date avec la galerie Satellite (Paris), il participe régulièrement aux expositions collectives.
Son travail a été remarqué par la cinéaste Agnès Varda qui a consacré le sobriquet « Monsieur Bouton » donné à l’artiste par les habitants du quartier de la Duchère à Lyon, et lui a fait place dans trois de ses films : Deux ans après (2002), documentaire faisant suite aux Glaneurs ; Agnès de ci-de là Varda (épisode 4) (2011), Les trois boutons (2015) court-métrage dans lequel l’artiste tient son propre rôle de glaneur des boutons perdus.